# Michel Faber

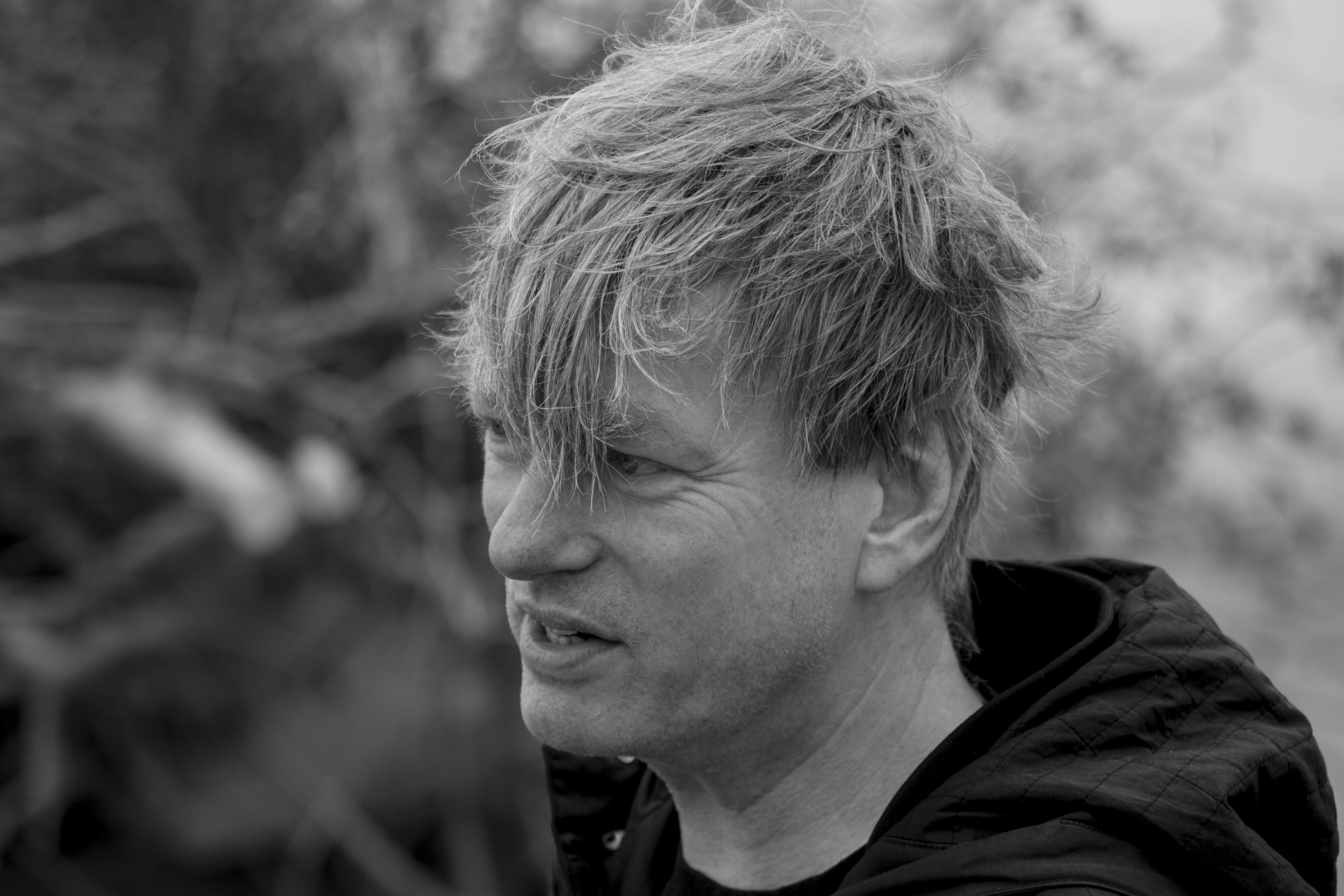
Michel Faber in 2019

Michel Faber (Den Haag, 13 april 1960) is een Engelstalige schrijver van Nederlandse herkomst. Omdat hij ruim twintig jaar in Schotland woonde, wordt zijn werk soms gerekend tot de Schotse literatuur.

## Leven
Faber werd geboren in Den Haag in een gezin dat in 1967 emigreerde naar Australië. Hij studeerde Nederlands, Engels, retorica en filosofie aan de Universiteit van Melbourne. Na zijn afstuderen had hij moeite om werk te vinden en volgde hij een opleiding tot verpleegkundige, welk beroep hij van 1983 tot 1993 uitoefende. In 1993 emigreerde hij met zijn tweede vrouw Eva Youren naar Schotland. Na haar overlijden in 2013 verhuisde hij naar Folkestone in Kent.

## Werk
Faber schreef al volop vanaf het begin van de jaren tachtig, maar publiceerde pas in 1998 zijn eerste verhalen onder de titel Some Rain Must Fall (Gods speelgoed) en in 2000 zijn eerste roman Under the Skin (Onder de huid). Zijn werk is lastig in te delen: hij combineert thriller-, sciencefiction- en horrorelementen met nuance, filosofische diepgang en literaire sfeerbeschrijvingen. Met dit procedé, dat hij voortzet in de dubbelnovelle The Hundred and Ninety-Nine Steps (2001, Honderdnegenennegentig treden) en The Courage Consort (2002, Het courage-ensemble) bereikte hij snel een breed publiek.
Als hoogtepunt in Fabers oeuvre wordt zijn roman van bijna duizend bladzijden The Crimson Petal and the White (2002, Lelieblank, scharlakenrood) beschouwd. Het is het verhaal van de negentienjarige intelligente prostituee Sugar in het Victoriaanse Londen van 1875. Als een verwaande, met een zieke vrouw getrouwde parfumfabrikant verliefd op haar wordt, grijpt ze haar kans. Ze wordt zijn maîtresse en later de gouvernante van zijn dochtertje Sophie, zodat ze in hetzelfde huis komen te wonen. Sugar krijgt een hechte band met het kind. Als ze door een complicatie haar baan verliest neemt ze Sophie mee en ontspint zich een spannende verhaallijn in meerdere narratieve lagen, met een scala aan personen en kleurrijke schilderingen van het Dickens-achtige, Victoriaanse straatleven in Londen. Faber belicht Sugar met historische precisie als een typische vrouw van haar tijd, maar dit vrouwenportret is ook universeel, doorweven met freudiaanse, postmarxistische en feministische thema’s.
The Crimson Petal and the White werd een internationale bestseller. Het boek werd geroemd door de literaire kritiek. The Crimson Petal and the White was na verschijnen kandidaat om genomineerd te worden voor de Booker-prijs. In 2002 mochten echter alleen nog schrijvers uit de Britse Commonwealth-landen genomineerd worden voor de Booker-prijs, maar Faber, die nog steeds een Nederlands paspoort heeft, weigerde zich tot Brit te laten naturaliseren, stellende dat hij zich niet aan enige nationaliteit gebonden voelde. Van de Nederlandse vertaling Lelieblank, scharlakenrood verschenen meerdere drukken in diverse uitgaven.
Ook Fabers overige werken zijn in het Nederlands vertaald, evenwel niet door hemzelf, hoewel hij nog steeds feilloos Nederlands spreekt. Zijn volgende boeken, twee verhalenbundels en de roman The Fire Gospel, zijn minder ambitieus en wisten het verkoopsucces van hun voorganger niet te evenaren. In 2023 verscheen Listen: On Music, Sound and Us, een non-fictieboek over de relatie tussen mens en muziek.
Fabers boeken werden meermaals onderscheiden, onder andere met de O. Henry Award en de Costa Book Award.